# Живот је чудо
Живот је чудо је српски филм из 2004. године. Режирао га је Емир Кустурица, који је написао и сценарио заједно са Ранком Божићем.

## Радња
Радња филма се одвија у Босни 1992. године.
Лука, Србин, инжењер из Београда долази у планинско село са женом Јадранком, оперском певачицом и сином Милошем. Лука се спрема да изгради пругу која ће читав крај претворити у рај за туристе. Занет својом идејом и заслепљен урођеним оптимизмом, Лука остаје глув за претећу ратну тутњаву која се приближава.
Када почне рат, Лукин живот се окреће наглавачке. Јадранка бежи са музичарем, док сина Милоша позивају на фронт. Вечити оптимиста, Лука очекује повратак своје породице... али Јадранка се не враћа, а сина му заробљавају. Српска војска додељује Луки на чување муслиманског таоца — девојку Сабаху. Убрзо, Лука се заљубљује у Сабаху, али она треба да буде размењена за српског заробљеника — његовог сина Милоша.

## Номинације и награде
- Кански фестивал, 2004.
  - Филмска награда француског националног образовног система, Емир Кустурица
  - Предложен за награду „Златна палма“, Емир Кустурица
- Међународни филмски фестивал Ваљадолид, 2004.
  - Предложен за награду „Златни шиљак“, Емир Кустурица
- Награда Цезар, Француска, 2005.
  - Награда „Цезар“ за најбољи филм у европској унији, Емир Кустурица, поделио награду

## Улоге
| Глумац            | Улога           |
| ----------------- | --------------- |
| Славко Штимац     | Лука            |
| Наташа Шолак      | Сабаха          |
| Весна Тривалић    | Јадранка        |
| Вук Костић        | Милош           |
| Александар Берчек | Вељо            |
| Стрибор Кустурица | Капетан Алексић |
| Мирјана Карановић | Нада            |
| Никола Којо       | Филиповић       |
| Давор Јањић       | Томо            |
| Неле Карајлић     | Цимбалиста      |
| Јосиф Татић       | Болничар        |
| Бранислав Лалевић | Предсједник     |
| Аднан Омеровић    | Есо             |
| Обрад Дуровић     | Вујан           |
| Зорица Јовановић  | Сестра 2        |